# Athetis elongata
Athetis elongata är en fjärilsart som beskrevs av Embrik Strand 1921. Athetis elongata ingår i släktet Athetis och familjen nattflyn. Inga underarter finns listade i Catalogue of Life.